# Transportul neutronilor
Transportul neutronilor este esențial pentru operarea reactorilor nucleari. Se redă prin ecuațiile:
{\displaystyle {\frac {1}{v(E)}}{\frac {\partial \psi (\mathbf {r} ,E,\mathbf {\hat {\Omega }} ,t)}{\partial t}}+\mathbf {\hat {\Omega }} \cdot \nabla \psi (\mathbf {r} ,E,\mathbf {\hat {\Omega }} ,t)+\Sigma _{t}(\mathbf {r} ,E,t)\,\psi (\mathbf {r} ,E,\mathbf {\hat {\Omega }} ,t)=\quad }
{\displaystyle \quad {\frac {\chi _{p}\left(E\right)}{4\pi }}\int _{0}^{\infty }dE^{\prime }\nu _{p}\left(E^{\prime }\right)\Sigma _{f}\left(\mathbf {r} ,E^{\prime },t\right)\phi \left(\mathbf {r} ,E^{\prime },t\right)+\sum _{i=1}^{N}{\frac {\chi _{di}\left(E\right)}{4\pi }}\lambda _{i}C_{i}\left(\mathbf {r} ,t\right)+\quad }
{\displaystyle \quad \int _{4\pi }d\Omega ^{\prime }\int _{0}^{\infty }dE^{\prime }\,\Sigma _{s}(\mathbf {r} ,E^{\prime }\rightarrow E,\mathbf {\hat {\Omega }} ^{\prime }\rightarrow \mathbf {\hat {\Omega }} ,t)\psi (\mathbf {r} ,E^{\prime },\mathbf {{\hat {\Omega }}^{\prime }} ,t)+s(\mathbf {r} ,E,\mathbf {\hat {\Omega }} ,t)}

## Fundamentare
Ecuația de transport a neutronilor se bazează pe ecuația lui Boltzmann din teoria cinetică a gazelor.